# Meoneura stepposa
Meoneura stepposa är en tvåvingeart som beskrevs av Ozerov 1994. Meoneura stepposa ingår i släktet Meoneura och familjen kadaverflugor.
Artens utbredningsområde är Kazakstan. Inga underarter finns listade i Catalogue of Life.